# Йиде-Эльв
Йиде-Эльв (Гиде-Эльв; швед. Gideälven, Gide älv) — река в Швеции.
Река берёт начало из озера Граншён и впадает в Ботнический залив Балтийского моря. Длина реки составляет 225 км, площадь бассейна — 3441,8 км². На реке имеется 10 водопадов, крупнейший из которых имеет высоту 25 м.